# César Borgia
César Borgia (Roma, 13 de septiembre de 1475-Viana, 12 de marzo de 1507), de nombre original español César de Borja (italianizó su nombre a Cesare Borgia), fue un noble, político y condotiero italiano de origen valenciano, que sirvió como capitán general de los ejércitos papales entre 1497 y 1503, al servicio de su padre y sumo pontífice de la Iglesia católica Alejandro VI. Desde 1498 fue duque de Valentinois y desde 1501 también ostentó el título de duque de Romaña, tras haber conquistado los territorios de la Romaña, Urbino y Camerino. Este último título conllevaba además varias otras dignidades y dominios nobiliarios entre los cuales figuraban los títulos de príncipe de Andria y Venafro, duque de Urbino y Camerino, conde de Dyois y señor de Imola, Forlì, Sassoferrato, Fermo, Fano, Cesena, Pésaro, Rímini, Faenza, Montefiore, Sant'Arcangelo, Verucchio, Catezza, Savignano, Meldola, Porto Cesenatico, Tossignano, Salaruolo, Monte Battaglia, Forlimpopoli y Bertinoro.
Inicialmente destinado a una carrera clerical, Borgia fue nombrado  obispo de Pamplona con dieciséis años, arzobispo de Valencia con diecinueve años y cardenal solo un año después. Tras la muerte de su hermano mayor Juan Borgia en 1497, le sucedió como Capitán General de la Iglesia y pasó a reforzar la política militar y diplomática de su padre, orientada a la consolidación de la Casa Borgia como una de las más poderosas familias de los estados italianos.
Se suele afirmar que su carrera política y militar fue una de las que sirvieron de modelo a Nicolás Maquiavelo para su imagen del gobernante desarrollada en El Príncipe, obra en la que es referido y citado como ejemplo en varias ocasiones. Su marcada presencia en el texto de Maquiavelo, su carrera política y militar, su mecenazgo y su pertenencia a la polémica Casa Borgia, lo han convertido en una de las figuras más reconocidas de la Italia Renacentista. Su divisa —AUT CAESAR AUT NIHIL («O César o nada»)— se hizo célebre.

## Juventud
Segundo hijo natural del cardenal, de origen valenciano, Rodrigo Borja —futuro Papa Alejandro VI— y de su amante Vannozza Cattanei, una patricia romana, tuvo tres hermanos Juan, Jofré y  Lucrecia. Por parte de su padre tuvo también otros medio hermanos, entre ellos Pedro Luis de Borja.
En 1486 fue destinado, junto con Lucrecia, bajo la tutela de Adriana de Milá, prima lejana de su padre. De ojos castaños y pelirrojo, César fue un niño agraciado, que se convertiría en un hombre alto, fuerte y con gran ambición, más que su padre. Fue un muchacho atlético durante su adolescencia, capaz de romper una lanza con sus manos, cabalgar hasta la extenuación de los caballos y alancear toros. Su padre lo destinó a la carrera eclesiástica, como era tradicional para el «segundón» de las familias nobles, en tanto que su hermano Juan, nombrado duque de Gandía, ocuparía el cargo de capitán general de los ejércitos pontificios. Cargo que Borgia ansiaba para sí, por el poder y por la incompetencia de su hermano en el mismo. Estudió teología y leyes en la universidad de Perugia y en la Universidad de Pisa, a los diecisiete años, César Borgia es consagrado protonotario apostólico y nombrado obispo de Pamplona (1491). Antes de cumplir los veinte años ya era arzobispo de Valencia y poco después cardenal.
En 1495 fue preso por el rey francés Carlos VIII tras la invasión de Nápoles por parte del francés. Consiguió huir poco después.
En 1497 su hermano Juan apareció asesinado a orillas del río Tíber en Roma. Se especuló con que Borgia estuviera relacionado con esta muerte dado que eran conocidos sus celos y que frecuentemente peleaban al surgir el tema. Sin embargo en plenas investigaciones, el papa Alejandro decidió suspenderlas y sustituir a Juan por César en el cargo de Capitán General del Vaticano. En 1498 abandona la carrera eclesiástica, por la que no sentía el menor interés, siendo la primera persona de la historia en renunciar al cardenalato, y se dedica a su nuevo quehacer militar, que desde siempre le atrajo más. Cumplió así su deseo de ser un hombre de acción.

## Duque de Valentinois, aliado de  Francia en la conquista de Milán
En el verano de 1497, Borgia expone sus planes de renunciar a la dignidad eclesiástica y retornar al estado secular renunciando al cardenalato, lo que le permitiría intentar obtener un principado mediante el matrimonio con alguna noble, siendo en primera instancia la pretendida Carlota, princesa de Tarento, hija primogénita del rey Federico I de Nápoles. No obstante, el monarca no estaba dispuesto a casar a su hija legítima con un Borgia como su hermano Alfonso había desposado a sus bastardos con Jofre y Lucrecia.
En todo caso, a pesar de las reticencias de su padre, el 17 de agosto de 1498 César renuncia al púrpura con el consentimiento del colegio cardenalicio.

### Alianza entre Luis XII y Alejandro VI
El recién ascendido al trono Luis XII de Francia estaba interesado en una liga con el Papa, por lo que procedió a congraciarse con este otorgando a su hijo un título nobiliario: el 25 de septiembre de 1498, el embajador francés en Roma entrega las patentes reales a Borgia nombrándole duque de Valentinois, siendo a partir de entonces conocido como duca Valentino.
Borgia marcha a Francia por vía marítima desembarcando en Marsella el 19 de octubre. Se dirige a Chinon para encontrarse con el rey, pasando por Aviñón y Lyon. Recibido por Luis XII, el rey expone a Borgia su deseo de hacerse con el ducado de Milán, para lo cual le es conveniente una coalición con los estados pontificios.
Para estrechar aún más el pacto con los Borgia, el rey promueve el matrimonio de Borgia con una noble, Carlota de Albret, hermana de Juan III de Albret, rey de Navarra, con la que se desposa el 10 de mayo en Blois, enlace que cuenta con la presencia de los reyes y la celebración de un torneo donde Borgia rompe cuatro lanzas.
Poco después es nombrado administrador de las posesiones de los Borgia.
Mientras tanto, Luis XII había acordado una alianza con la Señoría de Venecia, cosa que facilitaba sus propósitos de adueñarse del Milanesado. Igualmente, se acordaba entre la Corona francesa y el papado un plan de cooperación militar, que implicaba que César dirigiría un contingente para apoyar al ejército de invasión francés, y una vez realizada la conquista, el rey aportaría tropas que secundarían la labor del ejército papal en la conquista de los estados de la Romaña, los cuales Alejandro VI albergaba la esperanza de unificar, legando a sus descendientes un principado en Italia.
Así pues, en el verano de 1499, César acompañó al ejército francés, encabezado por el rey en persona dispuesto para la toma de Milán, con un grupo de cien lanzas.

## Señor de Romaña (1499-1504)

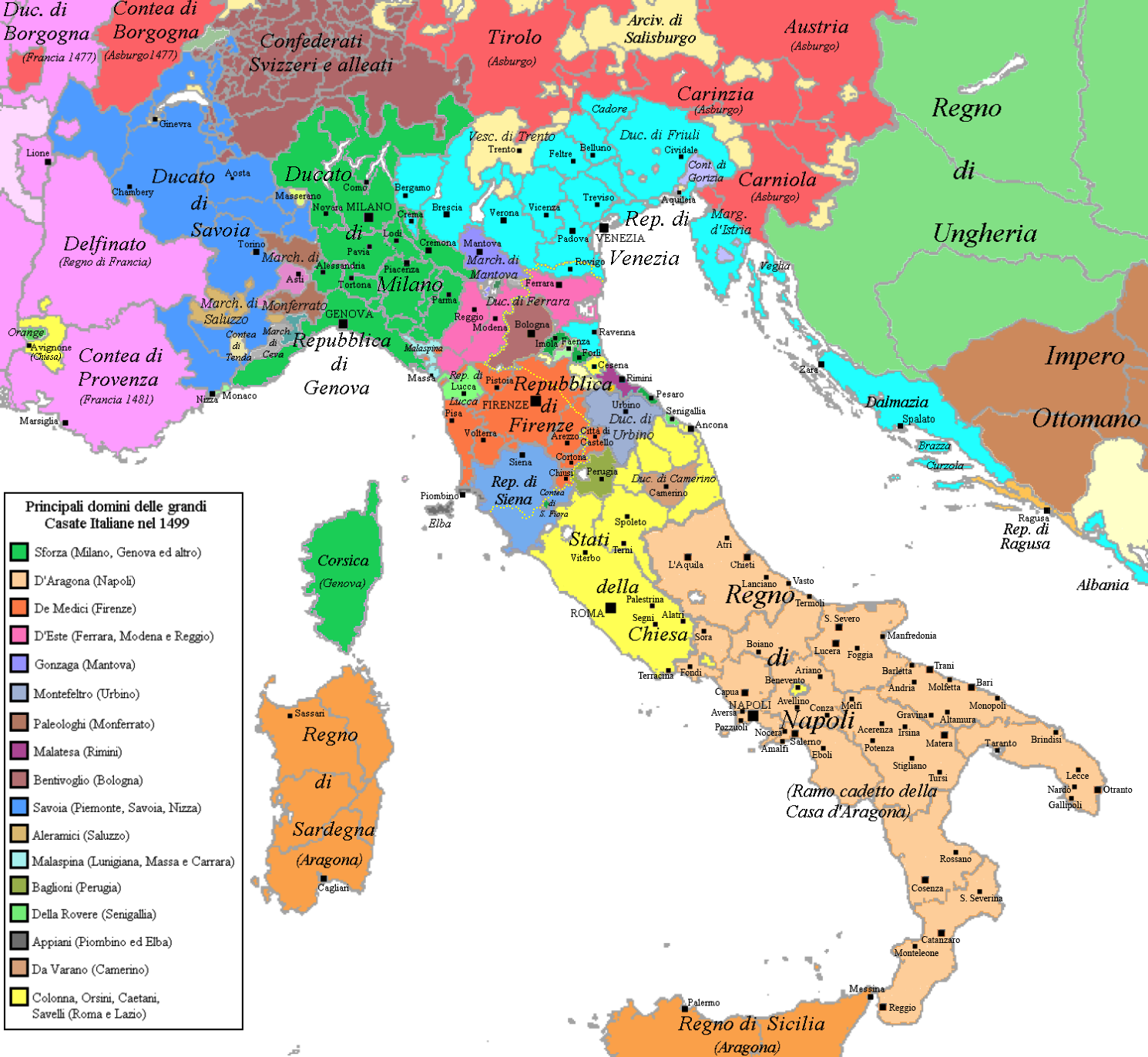
Señoríos italianos en 1499

### Primera campaña
Tras ser tomado Milán, Borgia puede partir con su ejército en noviembre de 1499, secundado por 300 lanzas y 4000 suizos del ejército francés a cargo de Yves II d'Alègre, iniciando su campaña contra Imola, que cae a primeros de diciembre. La ciudad de Forli se rinde, pero la condesa Catalina Sforza defiende la ciudadela virilmente al mando de 700 hombres. Sin embargo, acaba siendo tomada el 12 de enero. Apresada Catalina, fue recluida en el castillo Sant'Angelo en Roma, hasta su liberación en junio de 1501.
Cuando estaba preparándose para marchar contra Cesena y Pésaro, Ludovico el Moro irrumpe en el Milanesado desde Como con un ejército de mercenarios suizos. Reclamado urgentemente en Lombardía, Yves d'Alègre, acude con sus tropas para servir a Luis XII en su pugna por el ducado de Milán. Sin ese apoyo, Borgia opta por regresar a Roma, donde realiza una entrada triunfal el 26 de febrero de 1500.

### Segunda campaña
El 1 de octubre de 1500 parte nuevamente de Roma al frente de un ejército de diez mil hombres, con importantes aportaciones de nobles italianos. Los señores de Pésaro y Rímini abandonan sus estados al ejército invasor. El señor de Faenza, no obstante, ofrece resistencia asistido por la República de Florencia, teniendo que desistir César de tomarla ese invierno.
Renueva la campaña en primavera, asediando la ciudad a partir del 7 de marzo de 1501, rindiéndose el 25 de abril.
A partir de ese momento, añadirá el título de señor de Romaña al de duque de Valentinois.
Mientras mantenía el asedio contra Faenza, envía parte de su ejército al territorio de Florencia. La señoría se aviene a pagar un subsidio de 36.000 ducados durante tres años y dejar paso libre a las tropas de ese cuerpo, que toman el principado de Piombino en agosto.

### Guerra en Nápoles
El 25 de junio de 1501, Alejandro VI emite una bula que autoriza a los soberanos de Francia y España a repartirse el reino de Nápoles, desposeyendo oficialmente a su señor, Federico I de Nápoles. Borgia se une al ejército francés que acampado cerca de Roma inicia su marcha al sur el 27. En una breve campaña de la más prolongada guerra por el reino de Nápoles los franceses ocupan la parte que les corresponde según el tratado firmado.
El 17 de febrero de 1502, ya con el título de duque de Romaña, acude junto a su padre a visitar Piombino tomada unos meses antes. La ciudad se consideraba la puerta de la Toscana, ideal para partir a tomar la República de Pisa, la Señoría de Florencia o la República de Siena y unificar la Italia central en manos de la familia Borgia.

### Tercera campaña
El 13 de junio de 1502 sale César de Roma a la cabeza de un nuevo ejército a proseguir con la toma de estados italianos. Une a sus títulos el de duque de Urbino y pronto ocupa el ducado de Camerino. Preparándose para tomar Bolonia, Luis XII de Francia advierte a Alejandro VI que no prosiga con la expansión territorial. De inmediato, César acude de incógnito a Milán para reunirse con el rey, con la promesa de ayudarle en Nápoles si daba su beneplácito a la empresa de Bolonia.

### Conspiración de sus capitanes
Algunos de los condotieros que Borgia tenía a sueldo veían que el rey francés frenaba las aspiraciones de su señor e, interpretando que éste había perdido el favor de Luis XII, aprovechan para repartirse entre ellos las recientes conquistas realizadas. El día 9 los conjurados, reunidos en Magione, estipulan solemnemente las condiciones de su acuerdo. El 15 de octubre ocupan el ducado de Urbino.
El valenciano Micheletto, con las tropas que se mantenían fieles al duque, se dirigen a Fossombrone donde chocan contra los traidores. La derrota de los leales es clara. El también valenciano Hugo de Moncada cae preso, mientras que don Michele consigue escapar, refugiándose en Pésaro al tiempo que Borgia está en Imola.
Demandando socorro de los franceses, estos les envían ayuda a cargo de Charles d'Amboise. Demandando socorro también de la Señoría de Florencia, estos les envían a Maquiavelo como emisario.
Paolo Orsini, Vitellozzo Vitelli y otros de los principales líderes rebeldes, intentaron alcanzar un acuerdo con César, que se avino, al menos sobre el papel, a respetar el statu quo alcanzado. No obstante, el 29 de diciembre, Borgia marcha de Pésaro a Senigallia, adonde llega el 31, y allí encuentra a Orsini, Vittelli, Oliverotto da Fermo, y al duque de Gravina.
Allí, en ese mismo día, Vitellozzo Vitelli y Oliverotto da Fermo fueron estrangulados en represalia por la conjura. Paolo Orsini y el duque de Gravina fueron estrangulados más tarde, el 18 de enero, en Castel de la Pieve, en cuanto César Borgia tuvo certeza de que Alejandro VI había iniciado también su propia acción punitiva contra los miembros de la familia Orsini en Roma, con encarcelamientos y expropiación de bienes.

### Campaña en el Lazio
En Roma, el intento de Jofré Borgia de ocupar varias fortalezas de la familia Orsini se saldaba con una respuesta armada por parte de estos, teniendo las tropas pontificias que rechazar un ataque en el Puente Nomentano. Mientras tanto, Borgia avanzaba desde Umbría contra plazas de esta familia rival.
A principios de abril de 1503 es tomada Cerveteri, tras un intenso bombardeo durante el cual cayeron seis mil balas de cañón contra su fortaleza. Y, poco después, los Orsini piden un armisticio.
En agosto, Borgia ocupa Perugia.

### Españoles al servicio de César
El duque Valentino contó con el servicio de muchos soldados de fortuna españoles  entre otros:
- Ramiro de Lorca, gobernador general, caído en desgracia, ejecutado en 1502.
- Miguel Corella, alias Micheletto, su mano derecha.
- Diego García de Paredes.
- Hugo de Moncada, que llegaría a ser virrey de Sicilia.
- Juan de Cardona, que sería conde de Avellino en el Reino de Nápoles.
- Antonio de Cardona, hermano del anterior, que sería marqués de la Padula en el Reino de Nápoles.
- Gonzalo de Mirafuentes, castellano de Forlì.
- Diego Ramírez de Quiñones, castellano de Cesena.
- Pedro Ramírez de Quiñones, comisario en Urbino y Montefeltro, uno de los cuatro comisarios de la Romaña.
- Rodrigo Maldonado, castellano de Rímini.
- Cristóbal de la Torre, su mayordomo y uno de los cuatro comisarios de la Romaña.
- Jerónimo Bonadia, uno de los cuatro comisarios de la Romaña.
- Jerónimo de Lloris y de Borja, hermano del cardenal Francisco Galcerán de Lloris y de Borja y que moriría siendo capitán de una compañía de hombres de armas en la batalla de Rávena.
- Bravo de Estella, castellano de Forlimpopoli.
- Cristóbal de Villalba
- Joan Petit.

## Muerte de Alejandro VI y caída en desgracia de Borgia

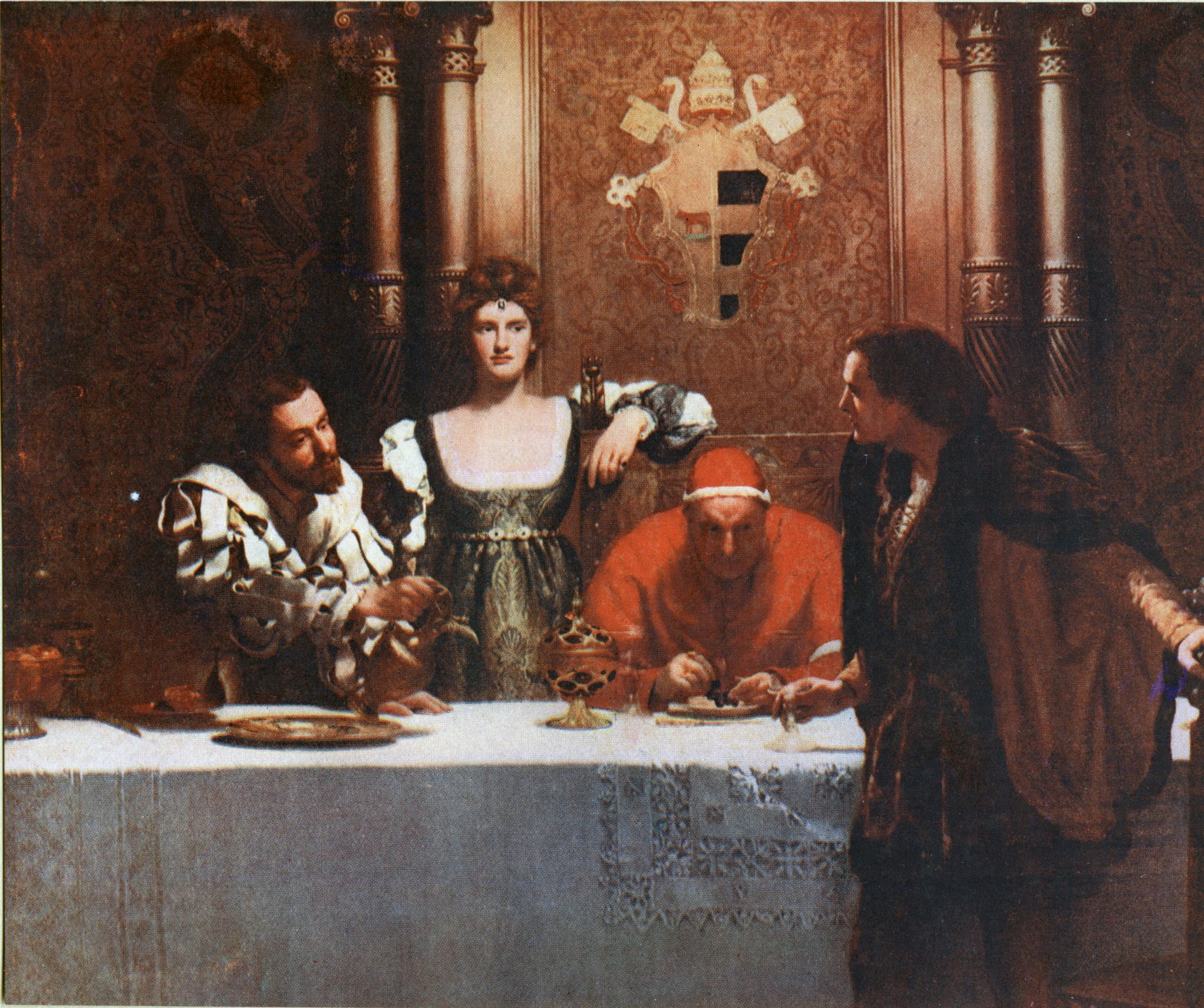
«Un vaso de vino con César Borgia» 1893 de John Collier.

El 5 o 6 de agosto de 1503, Borgia y su padre, Alejandro VI, acuden a un convite del cardenal Adriano da Corneto. La mañana del sábado 12 de agosto, el Papa se siente indispuesto, y al tiempo Borgia, que se hallaba a punto de partir a Perugia con su ejército, enfermó. En ese momento se habían producido muchas muertes por malaria en Roma —entre ellos su pariente, el cardenal Juan Borja que murió el día 1— y el mismo cardenal Adriano padeció dos episodios de severas fiebres.
Tras varios días de tratamientos de sangrías, leves intervalos de mejoría alternados con fuertes episodios de fiebre, el sumo pontífice muere el 18 de agosto.

### El cónclave de septiembre de 1503
Con un ejército de doce mil hombres, Borgia disponía de la capacidad de influir en una convulsa Roma para que del cónclave del colegio cardenalicio surgiera el candidato deseado, pero su papel no era decisivo. El 22 de agosto el colegio permitió a César retener el cargo de Capitán General del Vaticano hasta que el nuevo Papa fuera elegido, pero acto seguido iniciaron una serie de maniobras para presionar a que abandonara la ciudad durante la elección del nuevo sumo pontífice.
El día 1 de septiembre el ejército al mando del duque de Valentinois comienza su retirada de Roma. Ese mismo día, Borgia había llegado a un acuerdo con el rey de Francia: el duque aportaría sus tropas al rey y presionaría para que resultara elegido el candidato francés, el cardenal Georges d'Amboise y el monarca a cambio garantizaría las adquisiciones territoriales realizadas en años anteriores.
Finalmente, es elegido Pío III el 21 de septiembre.
Cuando Borgia regresa a Roma el 3 de octubre lo hace acompañado tan solo de 650 hombres. El 15 de octubre, cuando los Orsini demandan al Papa que sea detenido solo le quedan 70 leales, pero envía a sus capitanes a realizar nuevas levas. No obstante el Papa estaba enfermo desde el 13 y nada ordenó a este respecto.

### Julio II y las plazas de la Romaña

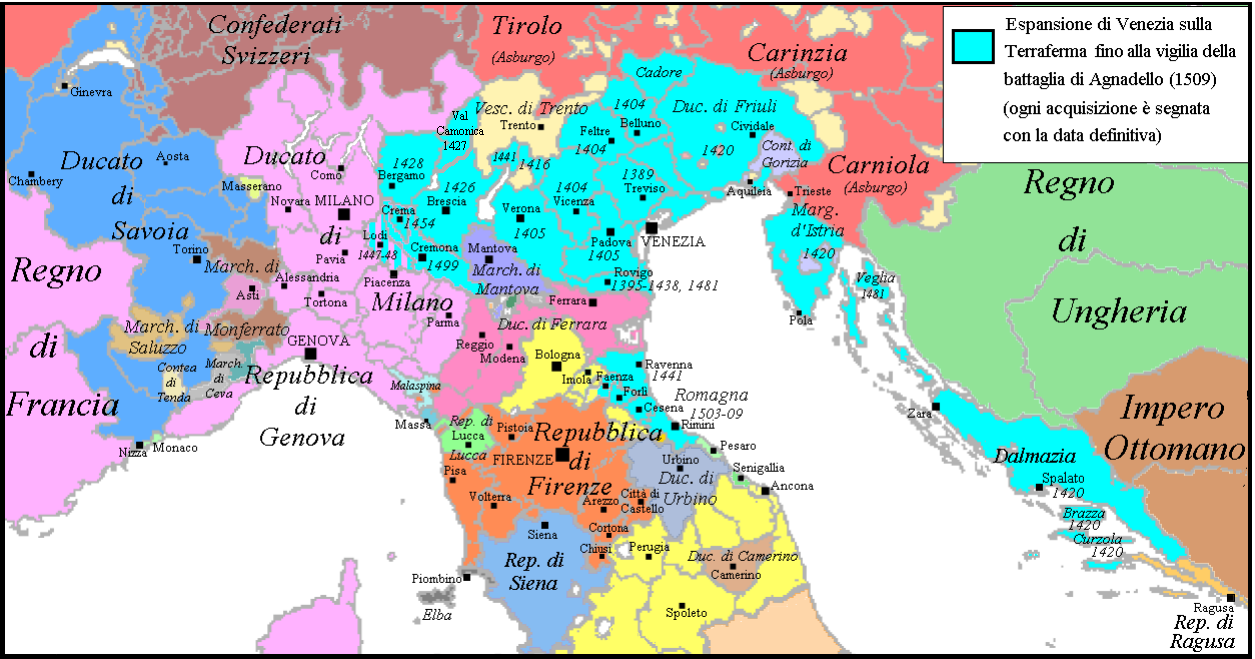
Venecia aprovechó para tomar algunos estados en la Romaña.

Tras la celebración del cónclave de octubre de 1503, es elegido Papa el cardenal Giuliano della Rovere que toma el nombre de Julio II.
Aprovechando la debilidad del duque, los venecianos se hicieron con varias plazas en la Romaña, como Rímini o Faenza. Borgia retenía a finales de noviembre Cesena, Forli, Forlimpopolo y Bertinoro. El Papa anuncia su intención de que ninguna de las plazas conquistadas en las campañas de los Borgia queden en manos ni de venecianos, ni de Borgia, sino que han de permanecer bajo la jurisdicción de Roma, conminando al duque para que le entregara esas ciudades en nombre de la Iglesia antes de que fueran ocupadas por la Señoría de Venecia y la Romaña acabara siendo una provincia más de la Terra Ferma.
El 24 de noviembre, Julio II ordena la detención de Borgia. El duque es tratado cortésmente, siendo retenido en el palacio del Vaticano y no en las mazmorras de Sant'Angelo. Borgia envía a sus castellanos en la Romaña instrucciones públicas para que entreguen las plazas a Julio II, pero les transmite instrucciones privadas para que las mantengan en su nombre.
Enviado un nuncio a Cesena para la entrega formal de la plaza, es rechazado y su criado, asesinado. El suceso conmocionó a Julio II, que no esperaba tal maniobra. Se realizaron preparativos militares para asediar la plaza, pero el castellano, Diego de Quiñones, la defendió, vinculando la entrega de la misma a la liberación de Borgia.
Finalmente, el duque alcanzó un acuerdo, y entregó Forlì, Cesena y Bertinoro a cambio de su liberación el 19 de abril de 1504. Forlimpopolo había sido tomada por los venecianos en enero, y por lo tanto, no pudo ser una baza en las negociaciones.

### La relación de Borgia con los Reyes Católicos tras la muerte de Alejandro VI. Prisión española
En septiembre de 1503, escribían los Reyes Católicos a su embajador en Roma, Francisco de Rojas, que tenían a bien recibir al duque a su servicio. Pero estando acampados cerca de Roma los ejércitos español y francés, Borgia abandonó Roma y marchó a unirse a los franceses a cargo del marqués de Mantua Francisco II Gonzaga, cuando se esperaba que se uniera a las españolas a cargo de Próspero Colonna, aunque el cardenal Carvajal, líder de los cardenales españoles, ya había previsto una maniobra así.
Con la llegada al poder de Julio II y el conflicto por los estados de la Romaña, los Reyes Católicos le llegan a ofrecer tropas del reino de Nápoles para recobrar para la Iglesia, Imola, Forlì y Cesena que el Duque de Valentines tiene usurpado.
Cuando Borgia es liberado de su prisión en Roma, acude a Nápoles con salvoconducto de Gonzalo Fernández de Córdoba, virrey de Nápoles, por lo que el Papa protesta ante Isabel y Fernando, entendiendo que se da apoyo a su rival, o que Borgia ha de ponerse al servicio de los reyes de España.
No obstante, y sin conocimiento de sus soberanos, el Gran Capitán había procedido a su detención, encerrándolo en el Castel Nuovo, ante lo cual, los monarcas aplaudieron la decisión y le ofrecieron a su lugarteniente en Italia varias opciones respecto a que hacer con tan incómodo prisionero, que implicaban en todo caso la expulsión del duque de Italia: a Francia, a Alemania o a España, siendo las instrucciones relativas a su traslado a sus reinos las más detalladas. El virrey optó por esta última y lo envió con galeras desembarcando en Cartagena en agosto a cargo de Antonio de Cardona.
Se le encarcela en Chinchilla siendo meses después trasladado al Castillo de La Mota en Medina del Campo.

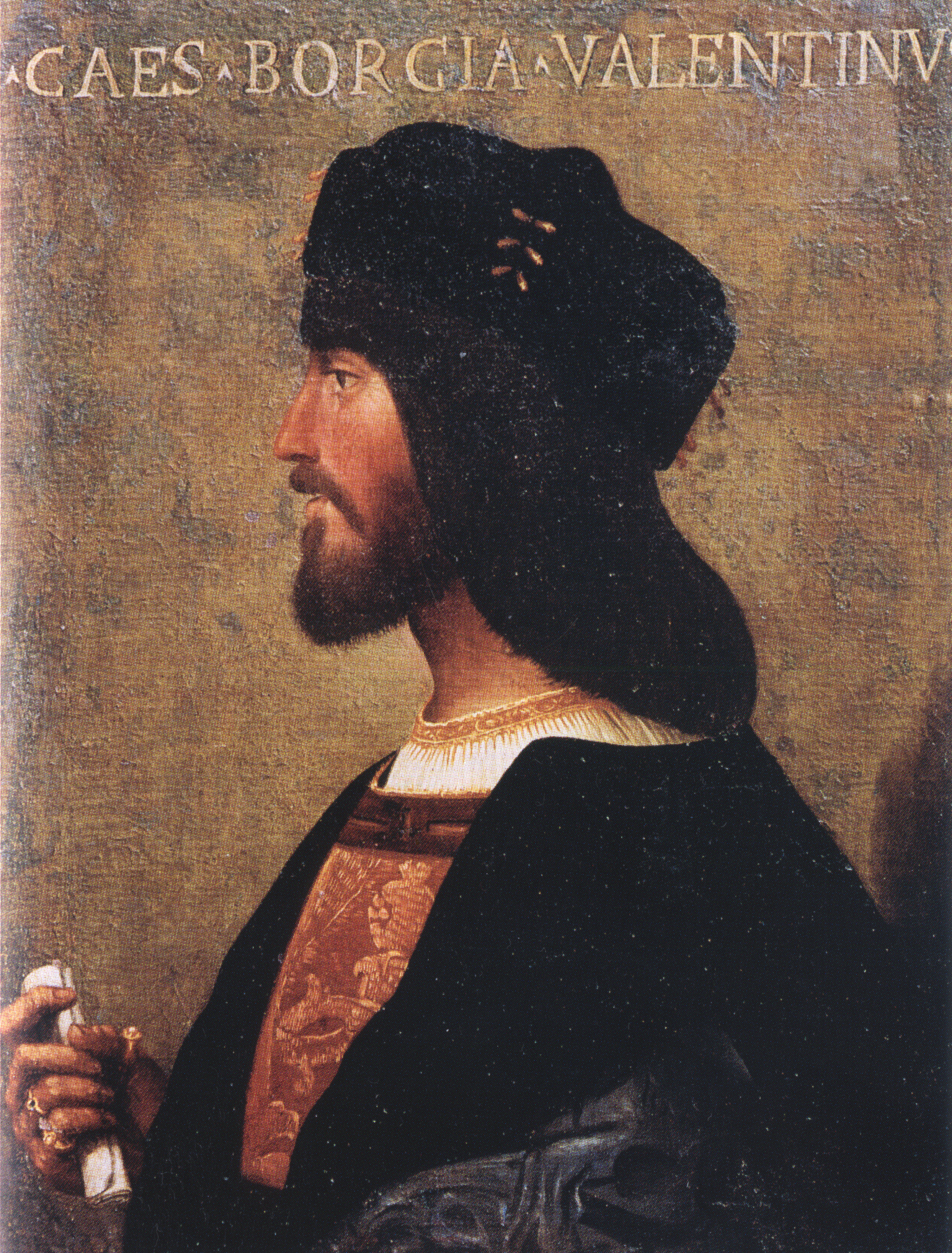
Retrato de perfil de César Borgia en el Palazzo Venezia en Roma, c. 1500-1510.

## Huida hacia la muerte
Una noche de octubre de 1506 se descuelga de la torre con la ayuda de un criado, pero es descubierto y la soga cortada. El destino quiere que un magullado Borgia consiga escapar a lomos de un caballo. La reina Juana I ordena prenderle y pone precio a su cabeza.
Con intención de embarcar para llegar a Navarra, Borgia sale de Medina del Campo fingiendo ser un mercader de grano y de allí va a Santander, donde se disfraza y acompañado de unos comerciantes vascos embarca en un navío, pero el estado de la mar le impide continuar más allá de Castro Urdiales. En esta localidad alquila tres mulas al convento de Santa Clara y pasa por Bermeo, Vergara, Atallo y el puerto de Azpíroz, hasta llegar el 3 de diciembre a Pamplona, su antigua sede episcopal, donde es acogido por su cuñado el rey de Navarra, Juan de Albret.
Desde 1452, Navarra estaba en guerra civil entre dos facciones opuestas, los agramonteses, partidarios de los reyes Juan y Catalina, y los beaumonteses, partidarios del condestable del reino, Luis de Beaumont, II conde de Lerín. Borgia se pone al servicio de su cuñado el rey Juan de Albret, quien lo nombra condestable y generalísimo o capitán de los ejércitos de Navarra.
Su primer objetivo militar es la conquista de la plaza beaumontesa de Larraga y, ante un fracasado intento, pasa a la villa de Viana en posesión del conde de Lerín. En marzo decide conquistar la villa y lo consigue, aunque no el castillo. En la noche del 11 de marzo de 1507, se desata una gran tormenta y Borgia ordena retirar la vigilancia de la villa, lo que es aprovechado por sesenta jinetes del conde de Lerín, posiblemente con la colaboración de algunos vecinos, para evadir el cerco, entrar en la fortaleza a través de una poterna o pasadizo de las murallas, llamada tradicionalmente «Puerta del Socorro», y abastecer a sus defensores con víveres para un mes más.
Al amanecer, la guardia ve cómo los jinetes abandonan el castillo en dirección a Mendavia y dan cuenta a César Borgia. Este, encolerizado al sentirse burlado y humillado se pertrecha, toma las armas y un caballo y se lanza en su persecución por el Portal de la Solana. Borgia no se percata que ha dejado atrás a su guardia y a sus soldados hasta que llega al término conocido como «La Barranca Salada».
César murió durante una emboscada a traición, en Viana, el 12 de marzo. Luego se apoderaron de sus ropas y bienes; dejando en el lugar su cadáver, completamente desnudo. Su cadáver fue encontrado al pie de La Barranca Salada, sin que se supiera exactamente quién era, hasta la llegada de Juanicot, paje de Borgia, que se echó a llorar como un niño, abrazado a los despojos de su señor. El conde de Lerín, como buen caballero, hace duelo y permite a Juanicot trasladar el cadáver a Viana donde fue enterrado en la Iglesia de Santa María. Su epitafio rezaba:

Aquí yace en poca tierra
el que toda le temía,
el que la paz y la guerra
en su mano la tenía.

¡Oh tú, que vas a buscar
dignas cosas de loar!
si tú alabar al más digno
aquí para tu camino,
no cures de más andar.

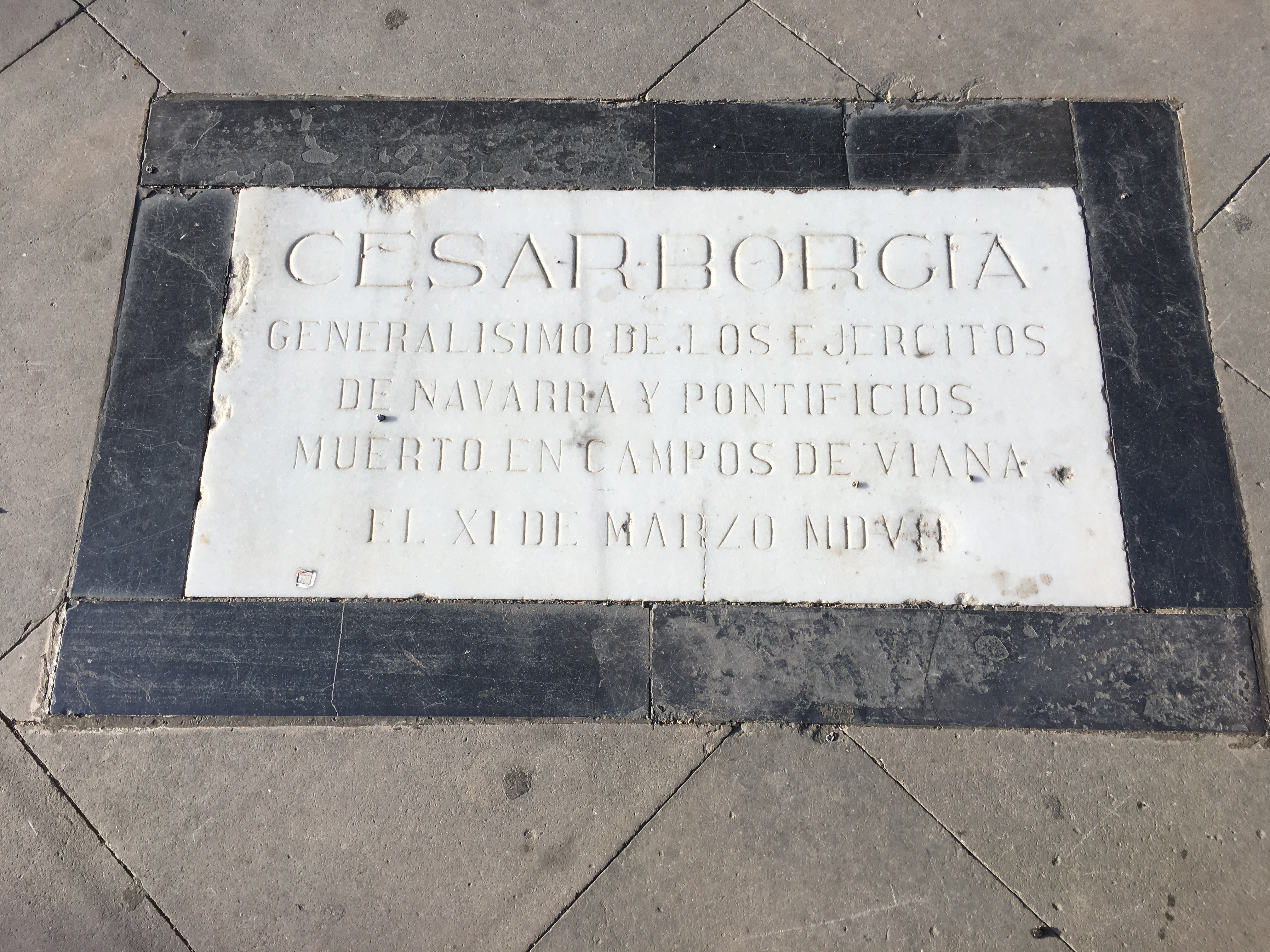
Tumba de César Borgia con la inscripción de 1953.

Este sepulcro permaneció poco tiempo en la iglesia de Santa María, ya que a mediados del siglo XVI, un obispo de Calahorra, a cuya diócesis pertenecía la parroquia de Viana, consideró un sacrilegio la permanencia de los restos de este personaje en lugar sagrado. Mandó sacarlos y enterrarlos frente a la iglesia en plena Rúa Mayor, «para que en pago de sus culpas le pisotearan los hombres y las bestias». El resultado final fue la destrucción del mausoleo. En 1884 se localizaron lo que se suponen sus restos en la Rúa de Santa María o Calle Mayor, a los pies de la escalinata frente a la entrada principal de la iglesia, y se dejaron en el mismo lugar.
En 1945 se vuelven a exhumar los restos, se analizan y después se depositan en 1953 a los pies de la portada de la iglesia, en el exterior pero dentro del recinto de ésta, bajo una lápida de mármol blanco que reza así: «César Borgia generalísimo de los ejércitos de Navarra y pontificios muerto en campos de Viana el XI de marzo de MDVII».
Con motivo del 500.º aniversario de su muerte, se solicitó al arzobispo de Pamplona el traslado de sus restos al interior de la iglesia, pero fue denegado alegando que actualmente no se entierran personas en el interior de las iglesias. Sí que se instaló una cruz de campo en la Barranca Salada para recordar el lugar donde se supone cayó muerto.

## Matrimonio e hijos
El 10 de mayo de 1499 César Borgia se casó con Carlota de Albret, hermana del rey consorte de Navarra, Juan III de Albret. De este matrimonio nació una niña a la que Borgia nunca conocería:
- Luisa Borgia, duquesa de Valentinois, dama de Chalus, duquesa de Borgia (1500–1553). Casada con Luis II de la Trémoille, gobernador de Borgoña y en segundas nupcias con Felipe de Borbón, señor de Busset.

Borgia fue también padre de al menos tres hijos ilegítimos:
- Girolamo Borgia, hijo de una mujer desconocida, fue legitimado en 1537, año en que se casó con Elisabetta Pizzabeccari y reconocido como hijo de Borgia en 1545, año en que contrajo segundas nupcias con Isabella, condesa de Carpi; tuvo dos hijas de su primer matrimonio:
  - Hipólita Borgia (Ippolita Borgia, en italiano)
  - Lucrecia Borgia (Lucrezia Borgia, en italiano) contrajo matrimonio con Bartolomeo Ottoboni
- Camila Borgia[9] (1502-1573), era hija de una mujer casada de nombre Drusila, dama de compañía de Lucrecia Borgia, reconocida en 1539 como hija de Borgia, fue monja y abadesa del Monasterio de San Bernardino de Ferrara.
- Giovanni Borgia (1498-1548), o Juan Borgia, llamado el «infante romano», supuestamente hijo de su relación incestuosa con su hermana Lucrecia.

## Ascendencia
|  |                                                              |  |  |  |  |  |  |  |  |  |  |  |  |  |  |  |
|  | 16. Rodrigo de Borja                                         |  |  |  |  |  |  |  |  |  |  |  |  |  |  |  |
|  |                                                              |  |  |  |  |  |  |  |  |  |  |  |  |  |  |  |
|  |                                                              |  |  |  |  |  |  |  |  |  |  |  |  |  |  |  |
|  | 8. Rodrigo Gil de Borja i Fennolet                           |  |  |  |  |  |  |  |  |  |  |  |  |  |  |  |
|  |                                                              |  |  |  |  |  |  |  |  |  |  |  |  |  |  |  |
|  |                                                              |  |  |  |  |  |  |  |  |  |  |  |  |  |  |  |
|  | 17. Francesca de Fenollet                                    |  |  |  |  |  |  |  |  |  |  |  |  |  |  |  |
|  |                                                              |  |  |  |  |  |  |  |  |  |  |  |  |  |  |  |
|  |                                                              |  |  |  |  |  |  |  |  |  |  |  |  |  |  |  |
|  | 4. Jofré de Borja i Escrivà                                  |  |  |  |  |  |  |  |  |  |  |  |  |  |  |  |
|  |                                                              |  |  |  |  |  |  |  |  |  |  |  |  |  |  |  |
|  |                                                              |  |  |  |  |  |  |  |  |  |  |  |  |  |  |  |
|  | 18. Andreu Guillem de Escrivà i Pallarès, Señor de Agres     |  |  |  |  |  |  |  |  |  |  |  |  |  |  |  |
|  |                                                              |  |  |  |  |  |  |  |  |  |  |  |  |  |  |  |
|  |                                                              |  |  |  |  |  |  |  |  |  |  |  |  |  |  |  |
|  | 9. Sibilia de Escrivà i Pròixita                             |  |  |  |  |  |  |  |  |  |  |  |  |  |  |  |
|  |                                                              |  |  |  |  |  |  |  |  |  |  |  |  |  |  |  |
|  |                                                              |  |  |  |  |  |  |  |  |  |  |  |  |  |  |  |
|  | 19. Sibília de Pròixita                                      |  |  |  |  |  |  |  |  |  |  |  |  |  |  |  |
|  |                                                              |  |  |  |  |  |  |  |  |  |  |  |  |  |  |  |
|  |                                                              |  |  |  |  |  |  |  |  |  |  |  |  |  |  |  |
|  | 2. Alejandro VI                                              |  |  |  |  |  |  |  |  |  |  |  |  |  |  |  |
|  |                                                              |  |  |  |  |  |  |  |  |  |  |  |  |  |  |  |
|  |                                                              |  |  |  |  |  |  |  |  |  |  |  |  |  |  |  |
|  | 20. Domingo I de Borja                                       |  |  |  |  |  |  |  |  |  |  |  |  |  |  |  |
|  |                                                              |  |  |  |  |  |  |  |  |  |  |  |  |  |  |  |
|  |                                                              |  |  |  |  |  |  |  |  |  |  |  |  |  |  |  |
|  | 10. Juan Domingo de Borja i Doncel, Señor de Torre de Canals |  |  |  |  |  |  |  |  |  |  |  |  |  |  |  |
|  |                                                              |  |  |  |  |  |  |  |  |  |  |  |  |  |  |  |
|  |                                                              |  |  |  |  |  |  |  |  |  |  |  |  |  |  |  |
|  | 21. Caterina Doncel                                          |  |  |  |  |  |  |  |  |  |  |  |  |  |  |  |
|  |                                                              |  |  |  |  |  |  |  |  |  |  |  |  |  |  |  |
|  |                                                              |  |  |  |  |  |  |  |  |  |  |  |  |  |  |  |
|  | 5. Isabel de Borja i Llançol                                 |  |  |  |  |  |  |  |  |  |  |  |  |  |  |  |
|  |                                                              |  |  |  |  |  |  |  |  |  |  |  |  |  |  |  |
|  |                                                              |  |  |  |  |  |  |  |  |  |  |  |  |  |  |  |
|  | 11. Francina Llançol                                         |  |  |  |  |  |  |  |  |  |  |  |  |  |  |  |
|  |                                                              |  |  |  |  |  |  |  |  |  |  |  |  |  |  |  |
|  |                                                              |  |  |  |  |  |  |  |  |  |  |  |  |  |  |  |
|  | 1. César Borgia                                              |  |  |  |  |  |  |  |  |  |  |  |  |  |  |  |
|  |                                                              |  |  |  |  |  |  |  |  |  |  |  |  |  |  |  |
|  |                                                              |  |  |  |  |  |  |  |  |  |  |  |  |  |  |  |
|  | 6. Jacopo Pinctoris de Candia, Conde dei Cattanei            |  |  |  |  |  |  |  |  |  |  |  |  |  |  |  |
|  |                                                              |  |  |  |  |  |  |  |  |  |  |  |  |  |  |  |
|  |                                                              |  |  |  |  |  |  |  |  |  |  |  |  |  |  |  |
|  | 3. Giovanna de Candia dei Cattanei                           |  |  |  |  |  |  |  |  |  |  |  |  |  |  |  |
|  |                                                              |  |  |  |  |  |  |  |  |  |  |  |  |  |  |  |
|  |                                                              |  |  |  |  |  |  |  |  |  |  |  |  |  |  |  |
|  | 7. Mencia N                                                  |  |  |  |  |  |  |  |  |  |  |  |  |  |  |  |
|  |                                                              |  |  |  |  |  |  |  |  |  |  |  |  |  |  |  |
|  |                                                              |  |  |  |  |  |  |  |  |  |  |  |  |  |  |  |

## Legado

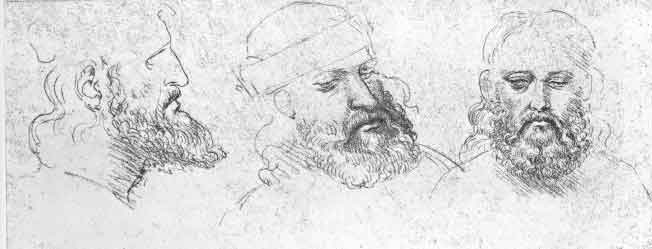
César Borgia, dibujos por Leonardo da Vinci

Personaje controvertido, gran estadista y militar.
Defensor, junto a su padre Alejandro VI y sus hermanos Juan y Lucrecia, del poder supremo de la Iglesia, así como de la independencia política y territorial del Vaticano, además de un hábil negociador en cuestiones políticas y militares.
Se ha especulado[cita requerida] que algunos retratos de Jesucristo pintados en épocas cercanas a los Borgia, estaban basados en César Borgia, lo que ha influido en las imágenes de Jesús creadas hasta el día de hoy. Alejandro Dumas (padre) apoyó esta teoría y, además, en El conde de Montecristo hizo muchas menciones de conspiraciones basadas en los Borgia.

## Mecenazgo
Su actividad de mecenazgo, en unión de sus familiares, fue muy importante y alcanzó a artistas tan famosos como Miguel Ángel, Pinturicchio, Bartolommeo Veneto, Tiziano o el Bosco, que fueron protegidos en algún momento de su vida artística por los Borgia. A esta protección debemos algunas de sus obras más conocidas. Si bien esas obras fueron más bien comisionadas por otros miembros de su familia, César personalmente llamó a Leonardo da Vinci, nombrándolo «capitán e ingeniero general», y este diseñó numerosas máquinas de guerra para el ejército papal.

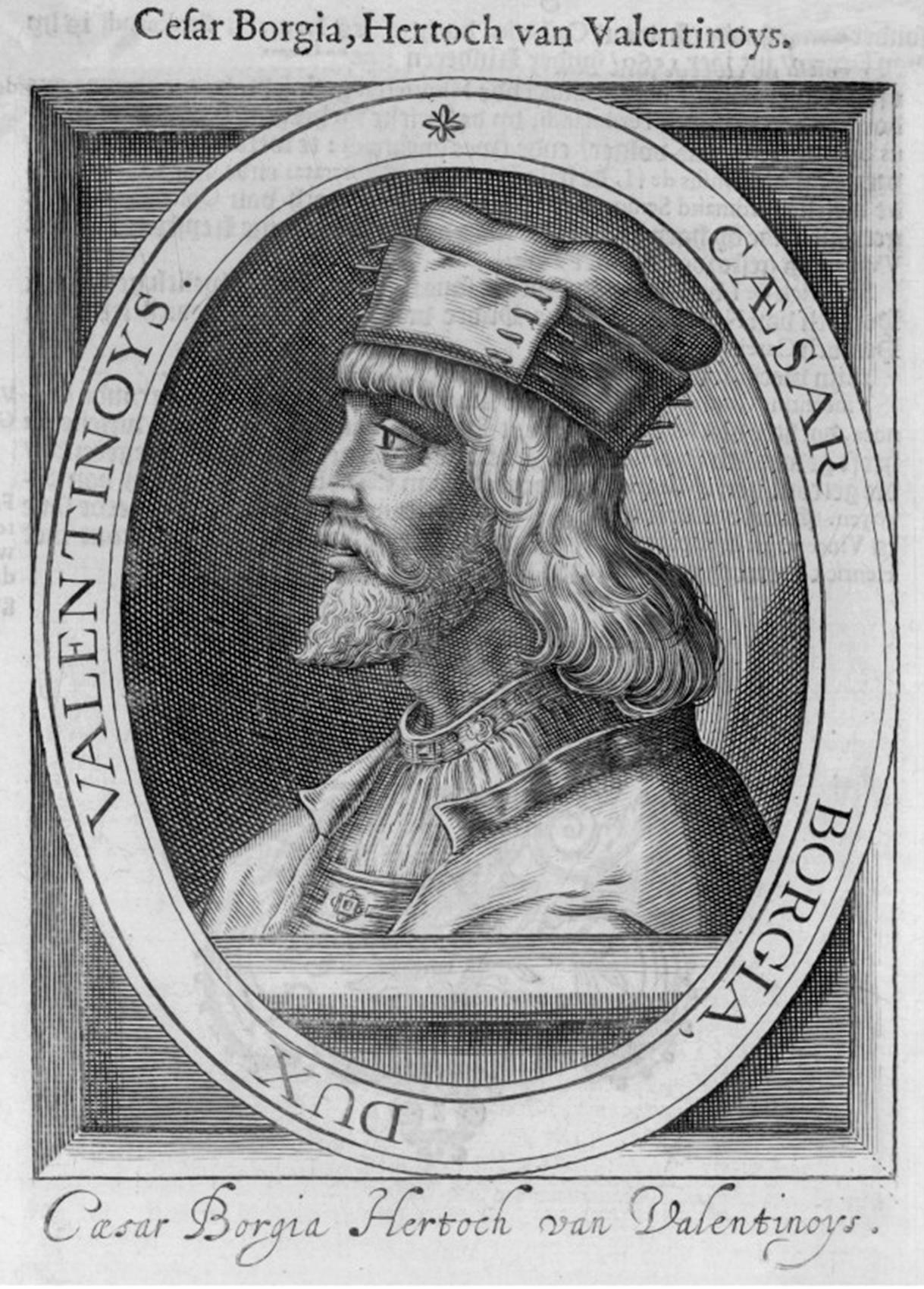
Grabado de César Borgia

## El Príncipe
César Borgia se ha inmortalizado como el prototipo del individuo cruel y ambicioso que no abrigó ningún sentimiento generoso y para satisfacer sus odios cometió innumerables asesinatos. En realidad no fue una excepción, pues semejante conducta siguieron la mayoría de los príncipes italianos del siglo XV.

César Borgia, llamado duque Valentino por el vulgo, adquirió el Estado con la fortuna de su padre, y con la de éste lo perdió, a pesar de haber empleado todos los medios imaginables y de haber hecho todo lo que un hombre prudente y hábil debe hacer para arraigar en un Estado que se ha obtenido con armas y apoyo ajenos.
El príncipe nuevo que crea necesario defenderse de enemigos, conquistar amigos, vencer por la fuerza o por el fraude, hacerse amar o temer de los habitantes, respetar y obedecer por los soldados, matar a los que puedan perjudicarlo, reemplazar con nuevas las leyes antiguas, ser severo y amable, magnánimo y liberal, disolver las milicias infieles, crear nuevas, conservar la amistad de reyes y príncipes de modo que lo favorezcan de buen grado o lo ataquen con recelos; el que juzgue indispensable hacer todo esto, digo, no puede hallar ejemplos más recientes que los actos del duque. Sólo se lo puede criticar en lo que respecta a la elección del nuevo pontífice, porque, si bien no podía hacer nombrar a un papa adicto, podía impedir que lo fuese este o aquel de los cardenales, y nunca debió consentir en que fuera elevado al Pontificado alguno de los cardenales a quienes había ofendido o de aquellos que, una vez papas, tuviesen que temerle. Pues los hombres ofenden por miedo o por odio. Todos los demás, si llegados al solio, debían temerle, salvo el cardenal de Amboise dado su poder, que nacía del de Francia, y los españoles ligados a él por alianza y obligaciones recíprocas. Por consiguiente, el duque debía tratar ante todo de ungir papa a un español, y, a no serle posible, aceptar al cardenal de Amboise antes que el de San Pedro Advíncula. Pues se engaña quien cree que entre personas eminentes los beneficios nuevos hacen olvidar las ofensas antiguas. Se equivocó el duque en esta elección, causa última de su definitiva ruina.
Nicolás Maquiavelo (El Príncipe: Capítulo VII)

## Una visión distinta
En su novela Los Borgia, Mario Puzo presenta hipótesis diferentes respecto de su vida, aunque al ser una novela, se deberían tomar con cautela:
- César Borgia sería el segundo hijo de Alejandro (el primogénito habría muerto al poco tiempo de nacer). Tal circunstancia, ser el segundo hijo, explicaría que en su juventud se hubiese dedicado a la vida eclesiástica. Juan sería, en tal hipótesis, el tercero de los hijos.
- César y Lucrecia habrían estado enamorados realmente. Pero ella se desentendió de él cuando César dio muerte a su segundo marido, Alfonso de Aragón, motivado por los celos, ante el profundo amor de su esposo.
- También nos refleja cómo es asesinado su hermano Juan por su hermano menor, Jofré, debido a los celos que en él provocaba la relación de su hermano con su esposa Sancha.

La visión que Puzo nos da del conjunto de la familia Borgia es un poco más humana de la que se expone normalmente, puesto que los trata desde un punto de vista más humano y lógico, fuera de los mitos comunes o justificándolos, en algunos casos. Sin embargo, el libro se inserta dentro de la sistemática de las obras de Puzo, que presentan un personaje virtuoso, hábil, en torno a cuya evolución se desarrolla la historia (César); a un sabio, calculador y apegado a la familia (Alejandro) y a un némesis del protagonista, generalmente de actitudes viles y características psicopáticas (Juan); por lo que podría, también, cuestionarse el valor histórico.
Recientemente, el libro de Geneviève Chastenet Lucrecia Borgia: ángel o demonio, una biografía documentada, demuestra la falsedad de las infamias (de crímenes e incesto) que contra ella tejieron los enemigos de los Borgia. Muestra a Lucrecia como una mujer culta, amante de las artes y las letras, de alta espiritualidad y, en cierto modo, víctima de las intrigas políticas de su padre y de su hermano César Borgia.
Para los artistas de finales del siglo XIX el nombre de César Borgia significó el mito del mecenas y hombre de la mayor nobleza de espíritu. Efrén Rebolledo le dedica unos versos elogiosos en su poema "Panoplia":
De su hoja el reflejo maldito
como un signo de muerte derrama,
y relumbra, fingiendo una escama,
en su puño el relieve exquisito.
En su gélida lámina escrito
vive en cifras de púrpura el drama,
y mil veces su trémula flama
alumbró en el infame delito.
Como un áspid, traidor y rastrero,
desnudando a manlsalva su acero
flamëó en una mano asesina,
y vibrando su lengua de plata
de humeante licor escarlata
se abrevó en la venganza mezquina.

## Sucesión
| Predecesor: Rodrigo de Borja, como Arzobispo de Valencia | Cardenal-arzobispo de Valencia 1492 - 1498 | Sucesor: Cardenal Juan de Borja Llançol de Romaní, el menor |
| Predecesor: Título nobiliario creado                     | Duque de Valentinois 1498 - 1507           | Sucesor: Luisa Borgia                                       |
| Predecesor: Ottaviano Riario                             | Señor de Imola 1499 - 1503                 | Sucesor: A los Estados Papales                              |
| Predecesor: Juan Sforza                                  | Señor de Pésaro 1500 - 1503                | Sucesor: Juan Sforza                                        |
| Predecesor: Pandolfo IV Malatesta                        | Señor de Rímini 1500 - 1503                | Sucesor: Pandolfo IV Malatesta                              |
| Predecesor: Astorre III Manfredi                         | Señor de Faenza 1501 - 1503                | Sucesor: Astorre IV Manfredi                                |
| Predecesor: Jacobo IV Appiano                            | Señor de Piombino 1501 - 1503              | Sucesor: Jacobo IV Appiano                                  |
| Predecesor: Guidobaldo I da Montefeltro                  | Duque de Urbino 1502 - 1503                | Sucesor: Guidobaldo I da Montefeltro                        |

## Filmografía
- 2014: Isabel, interpretado por Nacho Aldeguer.
- 2012: Horrible Histories Tv Series. Aparece en el episodio 9 de la cuarta temporada interpretado por Mathew Baynton.
- 2011: Assassin's Creed: Ascendance.
- 2011 - 2013: The Borgias (Showtime), interpretado por François Arnaud.
- 2011 - 2013: Borgia (Canal +), interpretado por Mark Ryder.
- 2008: Cantarella, interpretada por Hatsune Miku y Kaito, sobre el supuesto amorío con su hermana.
- 2006: Los Borgia (Antonio Hernández), interpretado por Sergio Peris Mencheta.
- 1981: Los Borgia. Serie de la BBC, interpretado por Oliver Cotton.
- 1974: Cuentos inmorales (Contes immoraux), uno de los episodios se dedica a la familia Borgia, interpretado por Lorenzo Berinizi.
- 1966: L'uomo che ride. Película de producción franco-italiana dirigida por Sergio Corbucci y basada muy libremente en la novela El hombre que ríe, de Victor Hugo, trasladando la acción a la Italia del Renacimiento. El papel de César Borgia es interpretado por Edmund Purdom.
- 1968: Lucrezia, interpretado por Lou Castel.
- 1963: El Duque Negro (Pino Mercanti), interpretado por Cameron Mitchell.
- 1949: Príncipe de los zorros (Henry King), interpretado por Orson Welles.
- 1948: La máscara de los Borgia (Mitchell Leisen), interpretado por Macdonald Carey.
- 1935: Lucrèce Borgia. Interpretado por Gabriel Gabrio.
- 1922: Lucrezia Borgia, película alemana dirigida por Richard Oswald y que presenta una visión muy ficcionalizada y novelesca de la familia Borgia. El papel de César Borgia es interpretado por Conrad Veidt.

## Videojuegos
- 2010: Assassin's Creed: Project Legacy, donde en algunos capítulos aparece este personaje.
- 2010: Assassin's Creed: Brotherhood, aparece como general de los ejércitos del Papa y miembro de la sociedad secreta de los Templarios. Como némesis de Ezio Auditore, es el principal villano a batir. En la versión original le presta su voz Andreas Apergis, siendo en la española Juan Logar Jr.